# Вербицький Олександр Дмитрович
Олександр Дмитрович Вербицький (25 серпня 1904, місто Санкт-Петербург, тепер Російська Федерація — розстріляний 27 жовтня 1950, Лефортовська тюрма, Москва) — радянський державний діяч, генерал-майор берегової служби (13.12.1942), 2-й секретар Мурманського обкому ВКП(б).

## Життєпис
Народився в селянській родині. У 1918—1919 роках — розсильний повітового земельного відділу в місті Ніколаєвську (Пугачові) Самарської губернії.
У 1919—1920 роках — підручний електромонтера електростанції в місті Пугачові. У 1920—1922 роках — електромонтер театру в місті Пугачові.
У 1922—1923 роках — переписувач сільської ради села Стара Парубожка Пугачовського повіту Самарської губернії.
У 1923—1925 роках — електромонтер майстерень Держшвейкооперації в місті Саратові.
У 1925—1926 роках — представник Саратовського губернського комітету комсомолу в Управлінні Рязано-Уральської залізниці в Саратові.
У 1926 році — голова бюро юних ленінців Вольського повітового комітету ВЛКСМ.
З 1926 по 1931 рік служив на Балтійському флоті РСЧФ: червонофлотець, старшина, інструктор Балтійського флоту в Кронштадті.
Член ВКП(б) з 1928 року.
У 1931—1935 роках — студент воєнно-хімічного факультету Ленінградського хіміко-технологічного інституту.
У червні 1935 — липні 1938 року — секретар партійного комітету Ленінградського хіміко-технологічного інституту.
У липні — листопаді 1938 року — завідувач відділу науки і науково-технічних винаходів Ленінградського міського комітету ВКП(б).
У листопаді 1938 — квітні 1940 року — 1-й секретар Красногвардійського районного комітету ВКП(б) у Ленінграді.
У квітні 1940 — червні 1941 року — секретар Ленінградського міського комітету ВКП(б) із кадрів.
У червні 1941 — липні 1945 року — 2-й член Військової ради Червонопрапорного Балтійського флоту. Займався питаннями тилу флоту.
У листопаді 1945 — лютому 1948 року — 3-й секретар Ленінградського міського комітету ВКП(б).
16 січня — жовтень 1948 року — 2-й секретар Мурманського обласного комітету ВКП(б).
27 жовтня — 4 грудня 1948 року — заступник завідувача транспортного відділу ЦК ВКП(б).
4 грудня 1948 — серпні 1949 року — заступник міністра морського флоту СРСР із політичної частини — начальник політичного управління Міністерства морського флоту СРСР.
25 серпня 1949 року заарештований в рамках т. зв. «Ленінградської справи». 27 жовтня 1950 року Військовою колегією Верховного суду СРСР за участь у «контрреволюційній антипартійній групі ворогів народу в Ленінграді» засуджений до смертної кари. Розстріляний того ж дня у Лефортовській в'язниці Москви, похований на Донському кладовищі Москви.
Посмертно реабілітований 14 травня 1954 року ухвалою Військової колегії Верховного суду СРСР.

## Звання
- дивізійний комісар (22.02.1942)
- генерал-майор берегової служби (13.12.1942)
- генерал-директор морського флоту І-го рангу (6.02.1949)

## Нагороди і відзнаки
- два ордени Червоного Прапора (22.02.1943, 22.02.1944)
- орден «Знак Пошани» (8.06.1939)
- медаль «За оборону Ленінграда» (22.12.1942)
- медаль «За перемогу над Німеччиною у Великій Вітчизняній війні 1941—1945 рр.» (1945)
- медаль «За доблесну працю у Великій Вітчизняній війні 1941—1945 рр.» (1945)
- медалі